# Feničanska umjetnost
Feničanska umjetnost je umjetnost naroda Feničana iz Fenicije (grč. Phoinike - purpurna zemlja), ali i iz feničanskih kolonija od kojih je najsnažnija bila Kartaga.
Feničani ili punski ljudi su Semiti koji su dobili ime po ljubičastoj boji koju su proizvodili, te su ih Grci nazvali Phoiniki (Φοίνικες) ili „ljubičasti”. Bili su bili poznati po svom obrtu i trgovini luksuznom robom (oružje, keramika, tekstil, bojila) zahvaljujući svojim jedrilicama kojima su plovili po cijelom Sredozemlju, pa čak i uz europske i afričke obale Atlantika. Feničani su proizvodili purpurnu boju visoke kvalitete, kojom su bojili tkanine i tajnu proizvodnje sebično čuvali. Boja se dobivala iz vrsta školjki, a cijena haljina je bila toliko visoka da su ih mogli kupiti samo najbogatiji. Feničani su trgovali rezbarijama i prvim staklom te ih razmjenjivali za bjelokost, zlato, drago kamenje i metale. 
Feničani nisu iza sebe ostavili mnogo pisanih zapisa, ali su imali svoje feničko pismo (alphabet - po prvom slovu feničkog pisma - aleph) iz kojeg se razvilo grčko pismo (a time i latinica i glagoljica i ćirilica), a koje je bilo i temelj hebrejskog i arapskog pisma.
Na feničansku umjetnost najprije utječe staroegipatska umjetnost i mezopotamijska umjetnost, ali i egejska umjetnost. Naime, Feničani koji su se izučili na obalama Nila i Eufrata naposljetku su oblikovali svoju umjetnost kojoj je nedostajalo jedinstvenih odlika da se razlikuje od svojih izvora, već je predstavljala amalgam stranih utecaja

## Feničko graditeljstvo
Od 11. stoljeća pr. Kr. na obali istočnog Sredozemlja (obali današnjih Libanona, Izraela i Sirije) osnovali su nekoliko gradova (Tir, Sidon, Biblos i Bejrut). Oblici feničke arhitekture se mogu više zaključiti iz crteža s pečata i drugih reljefa, nego po ruševinama zgrada; iako postoje neki ostaci arhitektonskih djela na Cipru i Feniciji. Među njima su kapiteli u obliku svitaka, inspiriran orijentalnim ukrasima, a koji bi mogli biti preteča jonskog reda. Fenički hramovi (kao u Biblosu) se odlikuju svetištem bez svoda. U bogoslužju se služilo svetim kamenom (betilom) koji se obično sastojao od meteorita konusnog oblika (kao kamen koji pada s neba), a koji se nalazio u sredini sobe kojoj je prethodio atrij okružen stupovima.
Feničani su se proširili Sredozemljem između i 7. stoljeća pr. Kr. osnivanjem trgovačkih kolonija na jugu talijanskog poluotoka Sicilije i jugu Iberijskog poluotoka, te sjeverne Afrike gdje su osnovali koloniju Kartagu. Kartaga je bila jedan od najvećih gradova helenističkog doba (po nekim procjenama samo je Aleksandrija bila veća) i ujedno spada među najveće gradove pred-industrijske povijesti. Zanimljivo je da su stanovnici Kartage, kako bi uštedili novac, svoje kuće oblagali nekom vrstom žbuke, tako da su izgledale kao da su izgrađene od skupocjenog mramora. Kartaško carstvo se nastavilo širiti do pomorskog carstva u zapadnom Sredozemlju u 3. stoljeću prije Krista i punskih ratova protiv Rima.

## Feničanska skulptura
Kad su Feničani preuzeli Cipar oko 1000. pr Kr., pokorili su gradove koji su prije pripadali Hetitima, nakon čega se javljaju feničanske figure u kamenu i bronci jasnog hetitskog utjecaja. One imaju dređenu arhaičku krutost i nedostatak realizma, ali nisu više kopije egipatske ili asirske umjetnosti kao do tada. Osim u Feniciji, javljaju se i na otocima Sardiniji i Ibizi, tirskim kolonijama, od osmog stoljeća pr. Kr.
Sidoncima su karakteristični raskošni sarkofazi od kamena na kojima je reproduciran obris ljudskog lika, kao i čovjekoliki sarkofazi od egipatskog drva.
U kasnijem razdoblju su Feničani više utjecali na starogrčku umjetnost, posebice u arhajskom razdoblju, te predstavlja poveznicu između egejskih kultura. Također, feničanski umjetnici su uvelike utjecali na autohtone narode Iberijskog poluotoka (Tartešani i iberijska umjetnost).
- Dama iz Galera, 7. stoljeće pr. Kr., alabaster, Nacionalni arheološki muzej, Madrid.
- Feničanski sarkofag iz Cádiza (Španjolska)
- Rekonstrukcija trgovačke luke u Kartagi (Tunis)
- Punska maska iz Muzeja Bardo, Arheološki muzej, Kartaga, Tunis
- Grčko-punska stela iz Marsale, Arheološki muzej, Palermo (Italija)